# Hammarön
Hammarön eller Hammarö er en cirka 50 km² stor ø i den nordlige del af Vänern. Det er Vänerens tredje størsta ø målt på areal. Den er adskilt fra fastlandet og andre øer af smalle elve i Klarälvens delta syd for Karlstad i Värmland. Øen udgør størstedelen af Hammarö kommun.